# 赫瓦斯托維奇區

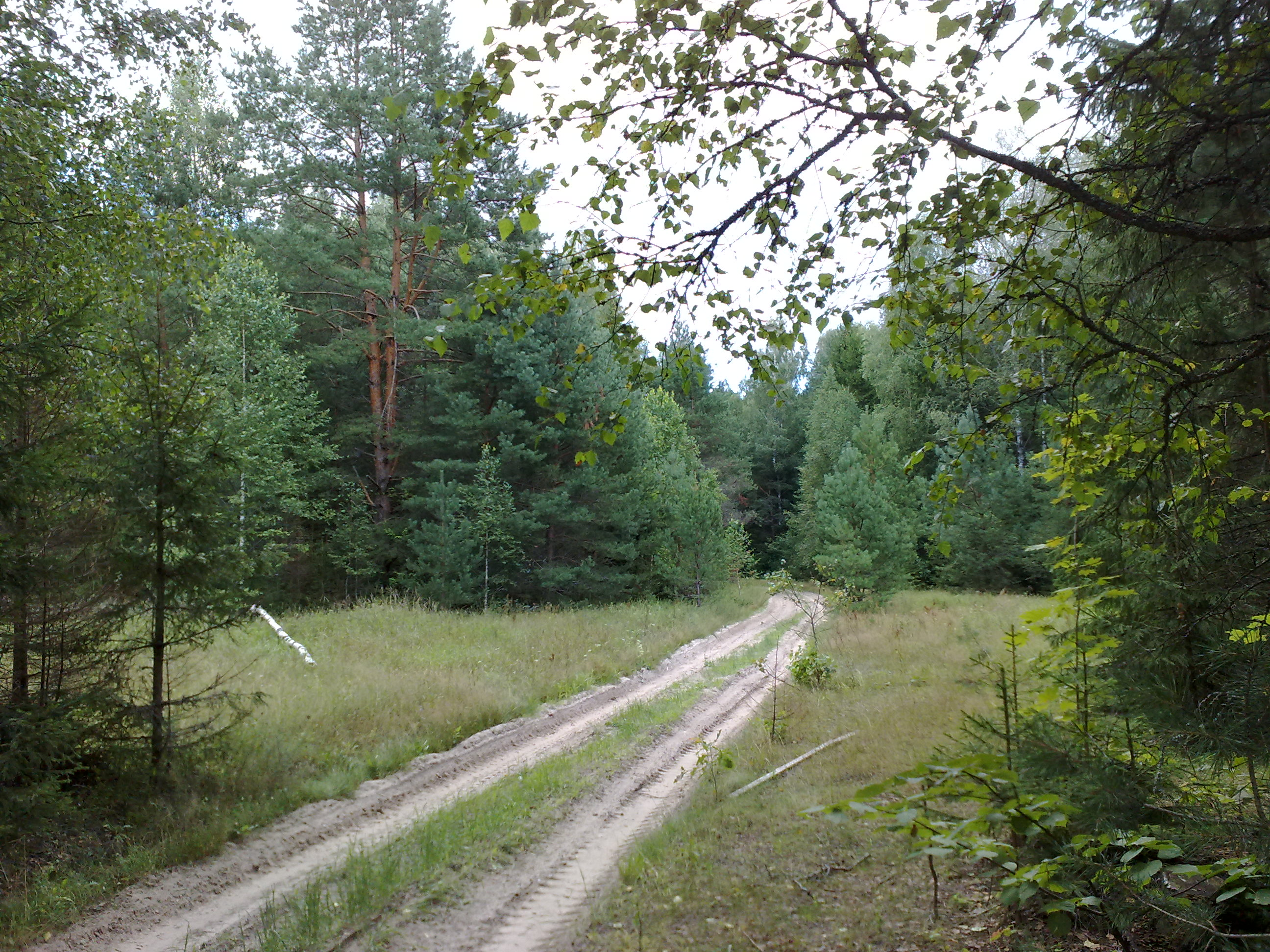

53°28′N 35°06′E / 53.467°N 35.100°E
赫瓦斯托維奇區（俄语：Хвастовичский район），是俄羅斯的一個區，位於該國西部，由卡盧加州負責管轄，面積1,410平方公里，2010年人口10,852，人口密度為每平方公里7.7人。